# Conophytum wettsteinii subsp. ruschii
Conophytum wettsteinii subsp. ruschii, una subespecie de Conophytum wettsteinii, es una planta suculenta perteneciente a la familia de las aizoáceas.  Es originaria de Sudáfrica.

## Descripción
Es una pequeña planta suculenta perennifolia de pequeño tamaño que alcanza los 3 cm de altura a una altitud de 780 - 1200   metros en Sudáfrica.
Está formada por pequeños cuerpos carnosos que forman grupos compactos de hojas casi esféricas, soldadas hasta el punto de que sólo una muy pequeña diferencia separan a las dos hojas. En la naturaleza, los grupos de hojas se esconden entre las rocas y en las grietas, que retienen depósitos apreciable de arcilla y arena.

## Taxonomía
Conophytum wettsteinii subsp. ruschii fue descrita por (Schwantes) S.A.Hammer y publicado en Gen. Conophytum 261. 1993.
Etimología
Conophytum: nombre genérico que deriva de las palabras griegas: κωνος (cono) = "cono" y φυτόν (phyton) = "planta".
wettsteinii: epíteto otorgado en honor del botánico Richard von Wettstein.
Sinonimia
- Conophytum ruschii Schwantes
- Conophytum speciosum Tischer[2]